# Habra
Habra là một thành phố và khu đô thị của quận North Twentyfour Parganas thuộc bang Tây Bengal, Ấn Độ.

## Địa lý
Habra có vị trí 22°50′B 88°38′Đ / 22,83°B 88,63°Đ Nó có độ cao trung bình là 13 mét (42 feet).

## Nhân khẩu
Theo điều tra dân số năm 2001 của Ấn Độ, Habra có dân số 127.695 người. Phái nam chiếm 51% tổng số dân và phái nữ chiếm 49%. Habra có tỷ lệ 79% biết đọc biết viết, cao hơn tỷ lệ trung bình toàn quốc là 59,5%: tỷ lệ cho phái nam là 83%, và tỷ lệ cho phái nữ là 74%. Tại Habra, 10% dân số nhỏ hơn 6 tuổi.